# Эрлер, Дитер
Ди́тер Э́рлер (нем. Dieter Erler; 28 мая 1939, Глаухау, Саксония — 10 апреля 1998, Хемниц, Саксония) — немецкий футболист.

## Биография
Он начал свою футбольную карьеру в «Глаухау» в 1953 году. В 1957 году он перешёл в «Висмут Гера», а затем после двух сезонов в январе 1959 года стал игроком «Эрцгебирге Ауэ». На поле Эрлер мог как сыграть роль плеймейкера, так и поддержать атаку.
В 1963 году Эрлер перешёл в «Кемницер», где выступал вместе с игроком, названным Пеле лучшим левым нападающим в мире на то время, — Эберхардом Фогелем. В 1966/67 сезоне команда стала чемпионом ГДР, а Эрлер был признан футболистом года в ГДР.

Во время выступлений за «Эрцгебирге Ауэ» и «Кемницер» он вызывался в сборную ГДР. За свою карьеру в национальной команде между 1959 и 1968 годами он сыграл 47 матчей и забил 12 голов. Тренер сборной ГДР Карой Шош так высказывался о Дитере Эрлере: 
Здесь есть всё: идеи, искусство, умение забивать, талант, хитрость, даже твёрдость. Я думаю, что в Европе в середине 60-х было не так много игроков, превосходивших Эрлера.
После окончания карьеры футболиста он остался в «Кемницере», где искал таланты для клуба и тренировал молодёжный состав. В 1960-х Эрлер посещал Лейпцигский спортивный университет, где получил диплом учителя физкультуры. С декабря 1975 по июнь 1976 года он был главным тренером «Кемницера», после чего до 1988 года он работал помощником тренера первой команды. После реорганизации клуба в 1990 году он продолжал волонтерскую работу с юношеским составом. В 1997 году Эрлер перенёс операцию на сердце. В возрасте 59 лет он умер от сердечного приступа.